# Yuexiulu
Yuexiulu (kinesiska: 越秀路, 越秀路街道) är ett stadsdelsdistrikt i Kina. Det ligger i storstadsområdet Tianjin, i den norra delen av landet, nära eller i stadens centrum. Antalet invånare är 76 409. Befolkningen består av 35 989 kvinnor och 40 420 män. Barn under 15 år utgör 6,0 %, vuxna 15-64 år 79 %, och äldre över 65 år 13,0 %.